# Adrian Popa
Adrian Dumitru Popa (Horezu, 24 juli 1988) is een Roemeens voetballer die doorgaans speelt als middenvelder. In maart 2024 tekende hij voor CSA Steaua. Popa maakte in 2012 zijn debuut in het Roemeens voetbalelftal.

## Clubcarrière
Popa debuteerde in het betaald voetbal bij Politehnica Timişoara II, dat hem verhuurde aan CS Buftea en Gloria Buzău, toen hij in juli 2009 een contract ondertekende bij Universitatea Cluj. Daar had hij een bepalende rol, maar vanwege een conflict met de voorzitter van de club, vertrok hij. Laurențiu Reghecampf, trainer van Concordia Chiajna, haalde Popa over bij zijn club te gaan spelen. Hij was twee jaar lang actief voor Concordia. In 2012 haalde Reghecampf hem naar Steaua Boekarest, waar hij trainer was geworden. In januari 2017 verkaste de middenvelder naar Reading, waar hij zijn handtekening zette onder een verbintenis voor de duur van drieënhalf jaar. Na een jaar verhuurde Reading hem aan Al-Taawon. Een jaar later werd Popa voor de tweede maal verhuurd, dit keer aan Loedogorets. Na een derde verhuurperiode, bij FCSB, was Popa op vaste basis actief voor FC Voluntari en Academica Clinceni, alvorens in september 2021 voor CSA Steaua te tekenen. Medio 2023 stapte Popa transfervrij over naar Concordia Chiajna. In maart 2024 keerde hij terug bij CSA Steaua.

## Interlandcarrière
Popa maakte zijn debuut in het Roemeens voetbalelftal op 16 oktober 2012, toen er met 1–4 gewonnen werd van Nederland. De middenvelder moest van bondscoach Victor Pițurcă op de bank beginnen en viel in de tweede helft in voor Gabriel Torje.
| Interlands van Adrian Popa voor Roemenië | Interlands van Adrian Popa voor Roemenië | Interlands van Adrian Popa voor Roemenië | Interlands van Adrian Popa voor Roemenië | Interlands van Adrian Popa voor Roemenië | Interlands van Adrian Popa voor Roemenië |
| №                                        | Datum                                    | Wedstrijd                                | Uitslag                                  | Competitie                               | Goals                                    |
| Als speler bij Steaua Boekarest          | Als speler bij Steaua Boekarest          | Als speler bij Steaua Boekarest          | Als speler bij Steaua Boekarest          | Als speler bij Steaua Boekarest          | Als speler bij Steaua Boekarest          |
| ---------------------------------------- | ---------------------------------------- | ---------------------------------------- | ---------------------------------------- | ---------------------------------------- | ---------------------------------------- |
| 1                                        | 16 oktober 2012                          | Roemenië – Nederland                     | 1 – 4                                    | WK 2014 kwalificatie                     |                                          |
| 2                                        | 26 maart 2013                            | Nederland – Roemenië                     | 4 – 0                                    | WK 2014 kwalificatie                     |                                          |
| 3                                        | 6 september 2013                         | Roemenië – Hongarije                     | 3 – 0                                    | WK 2014 kwalificatie                     |                                          |
| 4                                        | 10 september 2013                        | Roemenië – Turkije                       | 0 – 2                                    | WK 2014 kwalificatie                     |                                          |
| 5                                        | 18 november 2014                         | Roemenië – Denemarken                    | 2 – 0                                    | Vriendschappelijk                        |                                          |
| 6                                        | 29 maart 2015                            | Roemenië – Faeröer                       | 1 – 0                                    | EK 2016 kwalificatie                     |                                          |
| 7                                        | 4 september 2015                         | Hongarije – Roemenië                     | 0 – 0                                    | EK 2016 kwalificatie                     |                                          |
| 8                                        | 7 september 2015                         | Roemenië – Griekenland                   | 0 – 0                                    | EK 2016 kwalificatie                     |                                          |
| 9                                        | 8 oktober 2015                           | Roemenië – Finland                       | 1 – 1                                    | EK 2016 kwalificatie                     |                                          |
| 10                                       | 11 oktober 2015                          | Faeröer – Roemenië                       | 0 – 3                                    | EK 2016 kwalificatie                     |                                          |
| 11                                       | 27 maart 2016                            | Roemenië – Spanje                        | 0 – 0                                    | Vriendschappelijk                        |                                          |
| 12                                       | 25 mei 2016                              | Congo-Kinshasa – Roemenië                | 1 – 1                                    | Vriendschappelijk                        |                                          |
| 13                                       | 29 mei 2016                              | Roemenië – Oekraïne                      | 3 – 4                                    | Vriendschappelijk                        |                                          |
| 14                                       | 3 juni 2016                              | Roemenië – Georgië                       | 5 – 1                                    | Vriendschappelijk                        | 2'                                       |
| 15                                       | 10 juni 2016                             | Frankrijk – Roemenië                     | 2 – 1                                    | EK 2016                                  |                                          |
| 16                                       | 19 juni 2016                             | Roemenië – Albanië                       | 0 – 1                                    | EK 2016                                  |                                          |
| 17                                       | 4 september 2016                         | Roemenië – Montenegro                    | 1 – 1                                    | WK 2018 kwalificatie                     | 85'                                      |
| 18                                       | 8 oktober 2016                           | Armenië – Roemenië                       | 0 – 5                                    | WK 2018 kwalificatie                     | 29'                                      |
| 19                                       | 11 oktober 2016                          | Kazachstan – Roemenië                    | 0 – 0                                    | WK 2018 kwalificatie                     |                                          |
| 20                                       | 11 november 2016                         | Roemenië – Polen                         | 0 – 3                                    | WK 2018 kwalificatie                     |                                          |
| 21                                       | 15 november 2016                         | Rusland – Roemenië                       | 1 – 0                                    | Vriendschappelijk                        |                                          |
| Als speler bij Reading                   |                                          |                                          |                                          |                                          |                                          |
| 22                                       | 1 september 2017                         | Roemenië – Armenië                       | 1 – 0                                    | WK 2018 kwalificatie                     |                                          |

Bijgewerkt op 14 mei 2025.

## Erelijst
| Liga 1             | 3 | 2012/13, 2013/14, 2014/15 |
| Cupa României      | 1 | 2014/15                   |
| Cupa Ligii         | 2 | 2014/15, 2015/16          |
| Supercupa României | 1 | 2013                      |